# Altmünster
Altmünster osztrák mezőváros Felső-Ausztria Gmundeni járásában. 2018 januárjában 9793 lakosa volt. 

## Elhelyezkedése

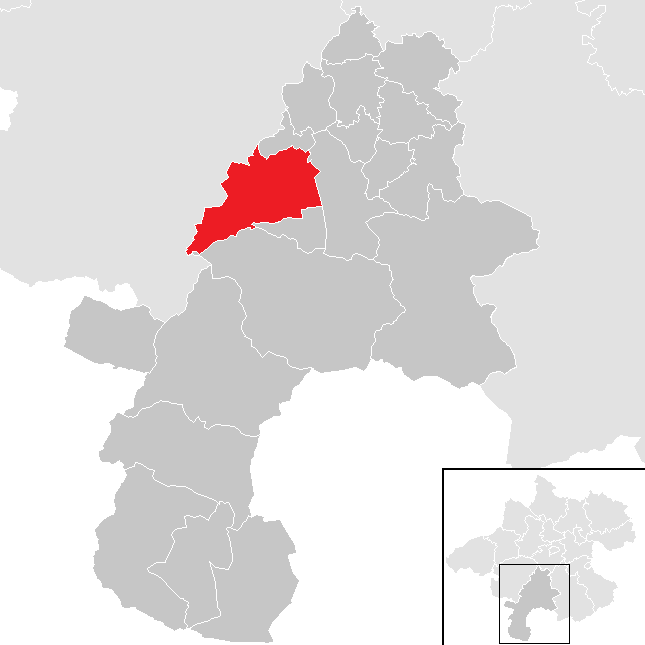
Altmünster a Gmundeni járásban

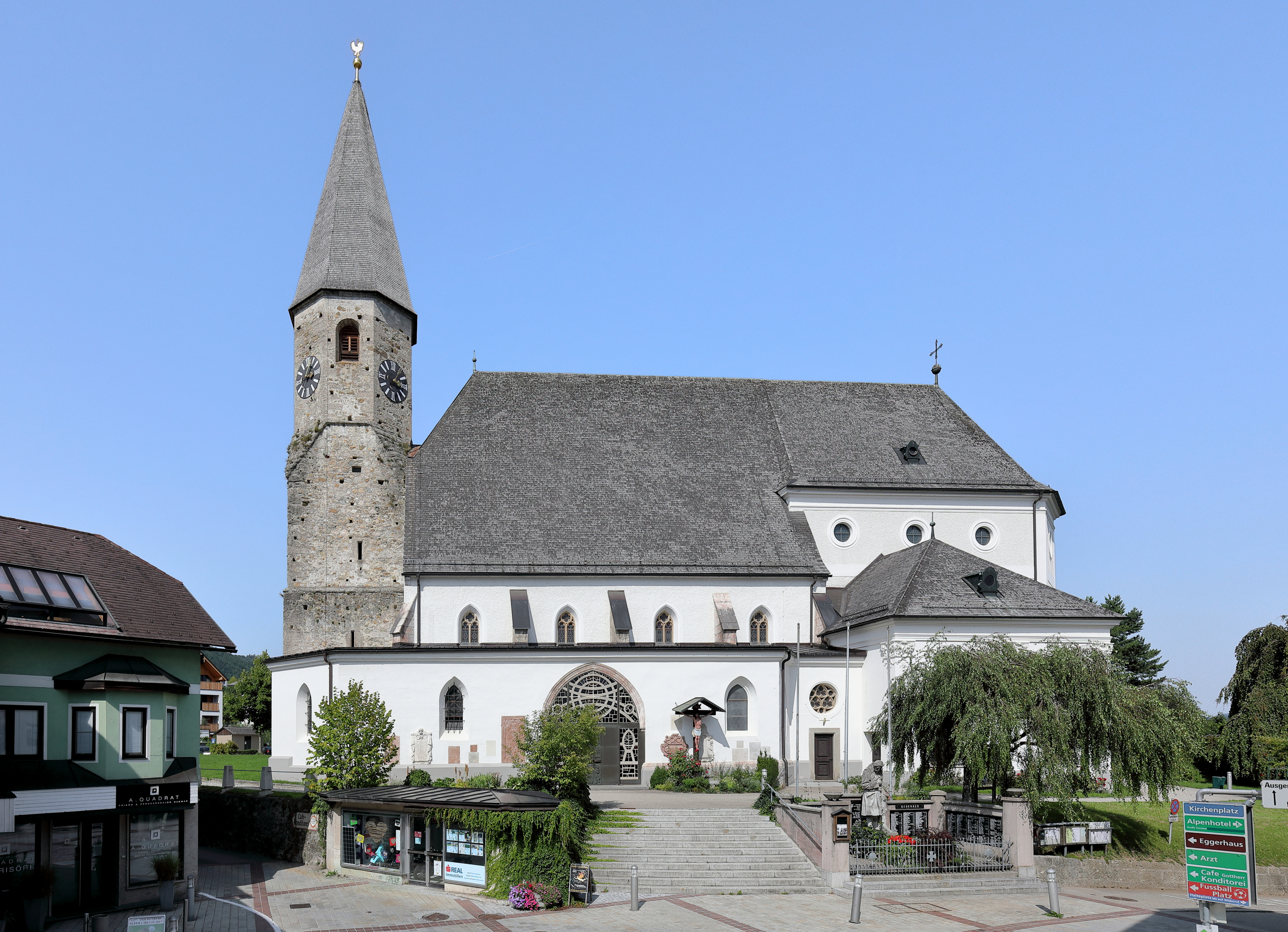
A Szt. Benedek-plébániatemplom

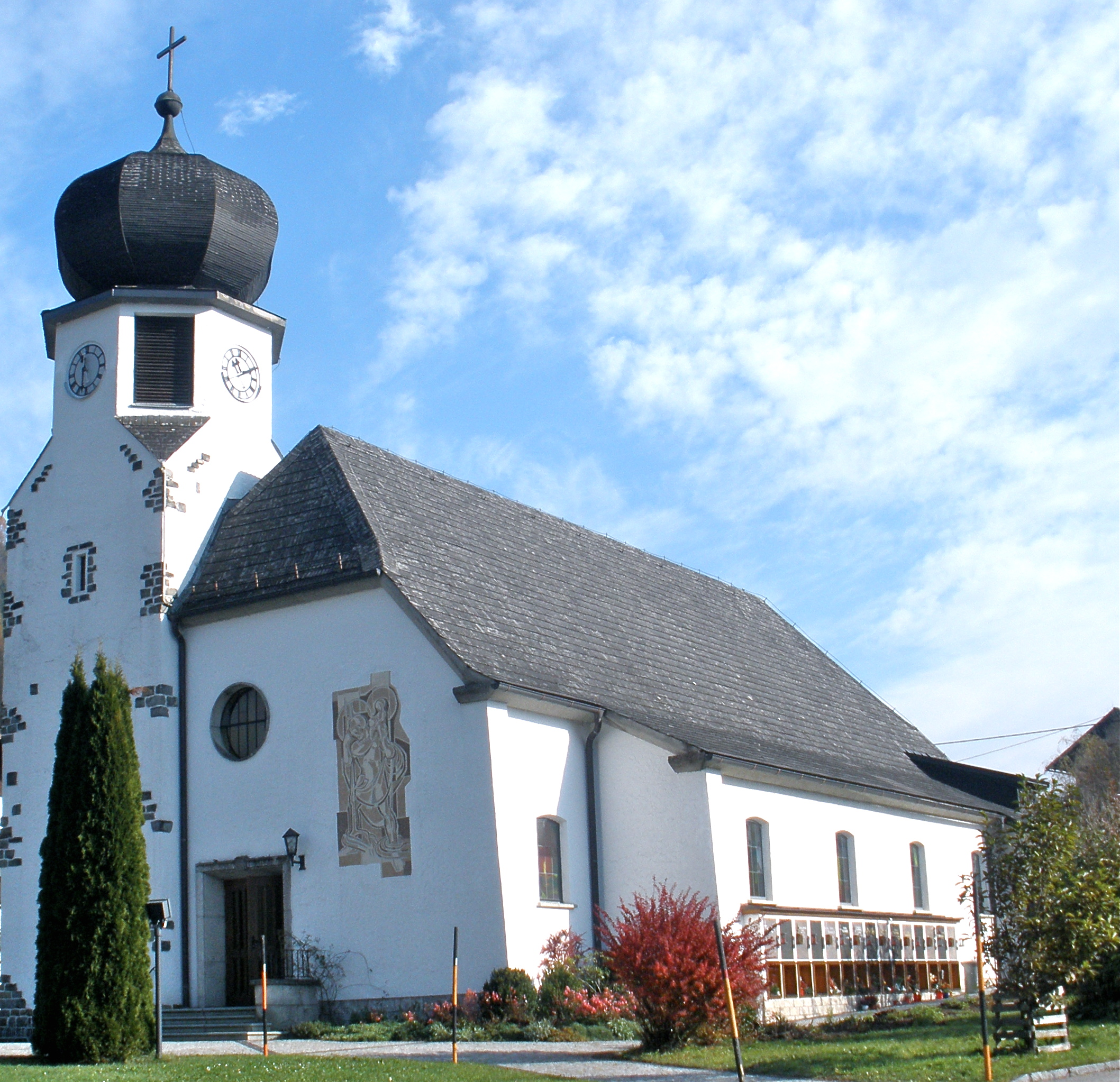
Reindlmühl temploma

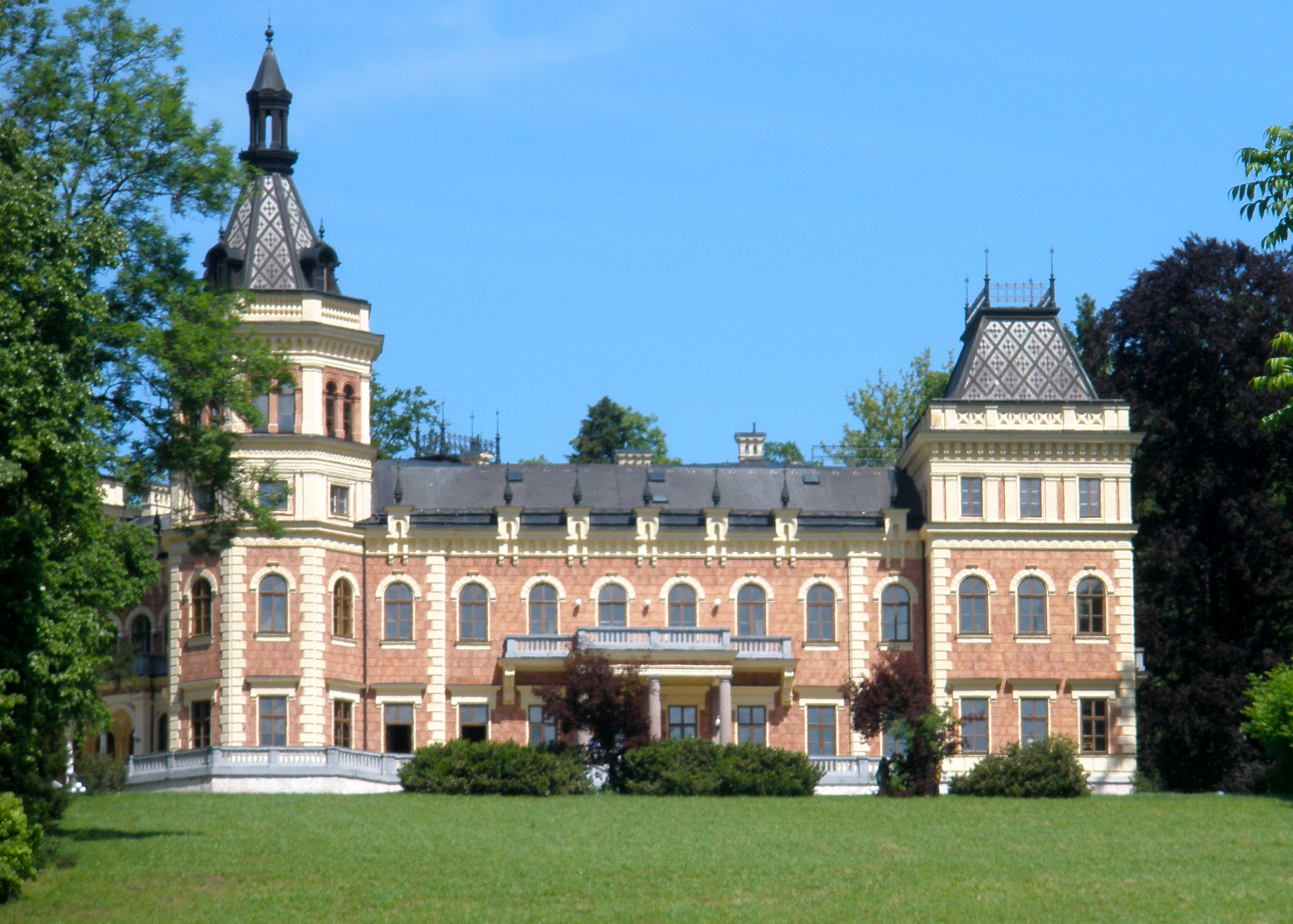
A Traunsee-kastély

Altmünster Felső-Ausztria Traunviertel régiójában fekszik a Salzkammergut területén, a Traunsee északnyugati partján. Területének 48,1%-a erdő, 35,4% áll mezőgazdasági művelés alatt. Az önkormányzat 10 településrészt és falut egyesít: Altmünster (4496 lakos 2018-ban), Eben (220), Ebenzweier (110), Eck (678), Gmundnerberg (217), Grasberg (693), Mühlbach (205), Nachdemsee (541), Neukirchen (2555) és Reindlmühl (78).
A környező önkormányzatok: északra Pinsdorf, északkeletre Gmunden, délkeletre Traunkirchen, délre Ebensee am Traunsee, délnyugatra Steinbach am Attersee, nyugatra Weyregg am Attersee, északnyugatra Aurach am Hongar.

## Története
Altmünster területe a bronzkor óta folyamatosan lakott, illírek, kelták, rómaiak laktak itt, majd a 8. század elejétől bajorok költöztek a térségbe. Nevét először egy 909-es oklevélben, egy "Trunseio" nevű rendház helyszíneként említik. A régió ekkor a Bajor Hercegség keleti határvidékéhez tartozott, a 12. században került át Ausztriához. A hercegség 1490-es felosztásakor az Enns fölötti Ausztria része lett. A település korábbi neve Münster volt és Ort uradalmának volt a része. A napóleoni háborúk során több alkalommal megszállták. 
A községi önkormányzat 1850-ban alakult meg; ekkor mintegy 4 ezer lakosa volt. A köztársaság 1918-as megalakulásakor Altmünstert Felső-Ausztria tartományhoz sorolták. Miután Ausztria 1938-ban csatlakozott a Német Birodalomhoz, az Oberdonaui gau része lett; a második világháború után visszakerült Felső-Ausztriához. 1952-ben Altmünszert mezővárosi rangra emelték.

## Lakosság
Az altmünsteri önkormányzat területén 2018 januárjában 9793 fő élt. A lakosságszám 1880 óta gyarapodó tendenciát mutat. 2016-ban a helybeliek 93%-a volt osztrák állampolgár; a külföldiek közül 2,8% a régi (2004 előtti), 2% az új EU-tagállamokból érkezett. 1,1% a volt Jugoszlávia (Szlovénia és Horvátország nélkül) vagy Törökország, 1,1% egyéb országok polgára. 2001-ben a lakosok 84,8%-a római katolikusnak, 4,4% evangélikusnak, 1,2% mohamedánnak, 6,2% pedig felekezeten kívülinek vallotta magát. Ugyanekkor 32 magyar élt a mezővárosban.
| Lakosok száma | 9624 | 9785 | 9793 |
|               | 2005 | 2016 | 2018 |

## Látnivalók
- a Szt. Benedek-plébániatemplom elődjét apátsági templomként feltehetően a 8. században alapították a keresztény hittérítés elősegítésére. 920 körül a kalandozó magyarok lerombolták a rendházat, majd a visszatérő lakosság számára plébániatemplomként építették újjá. A korán alapított münsteri plébánia gyakorolta az egyházi felügyeletet a szomszédos Traunkirchen, Goisern, Hallstatt, Gmunden és számos egyéb település gyülekezetei fölött is. A 12. században ezek aztán önállósodtak, csak Pinsdorf maradt Altmünster leányegyháza. A hűbérúri jogokat előbb a stájer őrgrófok, majd Ort várának tulajdonosai gyakorolták. Albert von Veldsperg és felesége, Gisela von Ort (családjának utolsó tagja) 1269-ben az imbachi zárdának adományozták a falut, amelynek plébániája így a kolostor felügyelete alá került. 1764-ben Leopold Ernst von Firmian passaui érsek 6000 forintért megvásárolta a birtokot. A gótikus templom 1470/80 körül épült, Szt. Benedek halálát ábrázoló oltárképét Joachim von Sandrart festette. A Mindenszentek-kápolna homokkő oltára 1518-ban készült.
- a reindlmühli Szt. József-templom 1956-ban épült
- a Traunsee-kastély 1875-ben épült
- az Ebenzweier-kastély tetőszerkezete 2016-ban teljesen kiégett, az épület instabil állapotba került
- az altmünsteri bicikli- és motorkerékpár-múzeum

## Híres altmünsteriek
- Franz Stangl (1908–1971) a treblinkai koncentrációs tábor parancsnoka

## Testvértelepülések
- Düren-Niederau (Németország)
- Hoegaarden (Belgium)

## Fordítás
- Ez a szócikk részben vagy egészben  az   Altmünster című német Wikipédia-szócikk ezen változatának fordításán alapul.  Az eredeti cikk szerkesztőit annak laptörténete sorolja fel. Ez a jelzés csupán a megfogalmazás eredetét és a szerzői jogokat jelzi, nem szolgál a cikkben szereplő információk forrásmegjelöléseként.